# Ломен
Ломен (нім. Lohmen) — громада в Німеччині, розташована в землі Саксонія. Входить до складу району Саксонська Швейцарія — Східні Рудні Гори. Складова частина об'єднання громад Ломен/Штадт-Велен.
Площа — 25,80 км2. Населення становить 3099 осіб (станом на 31 грудня 2020).

## Галерея

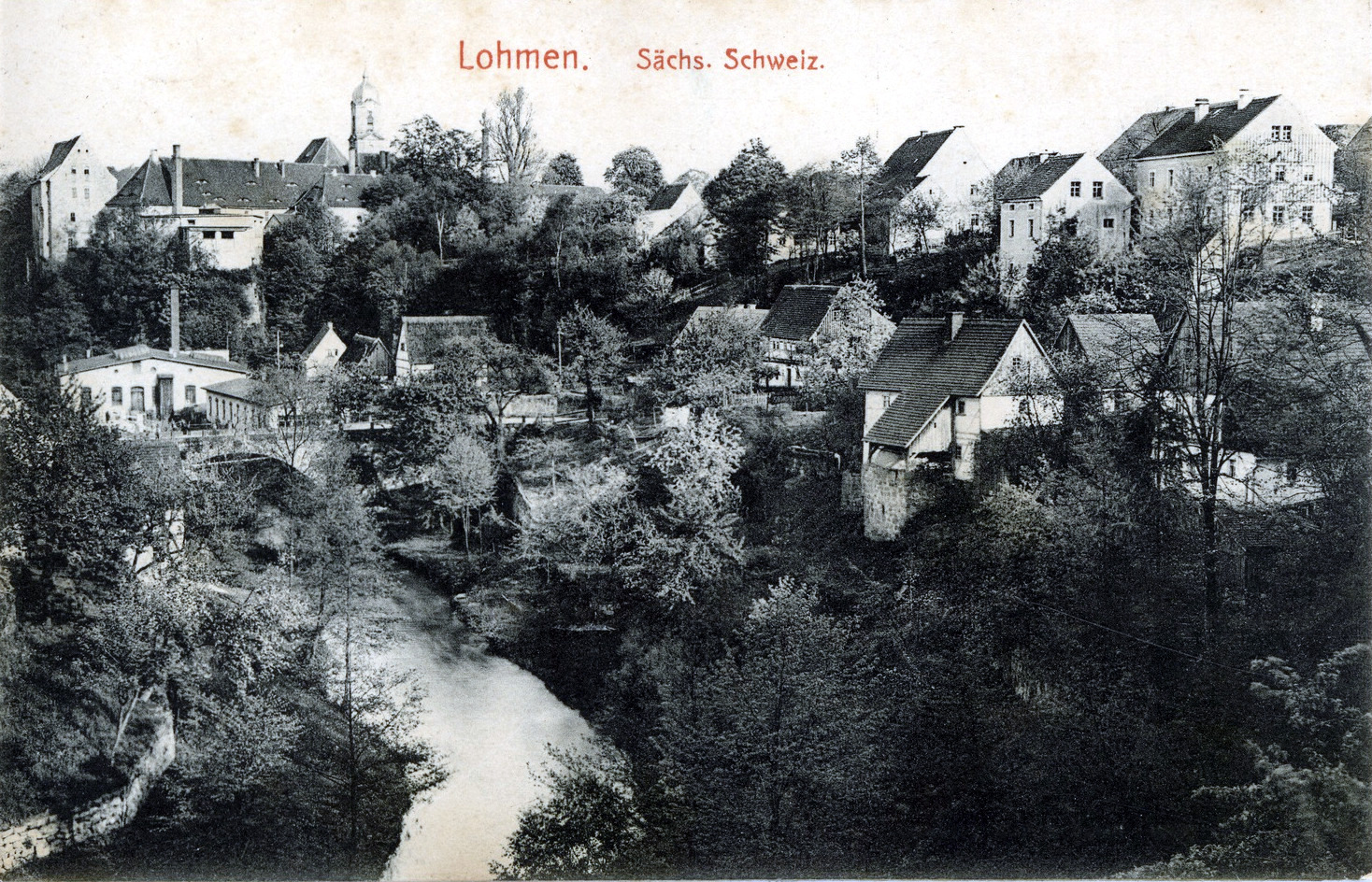
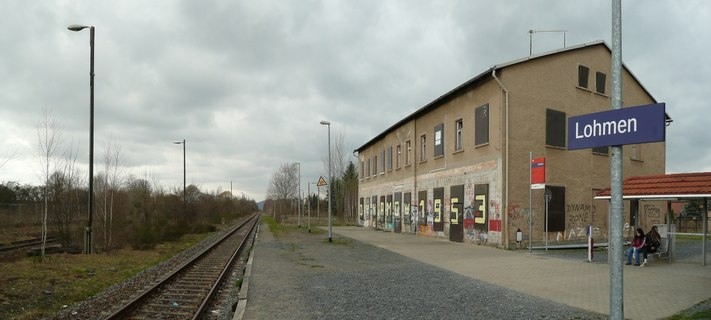
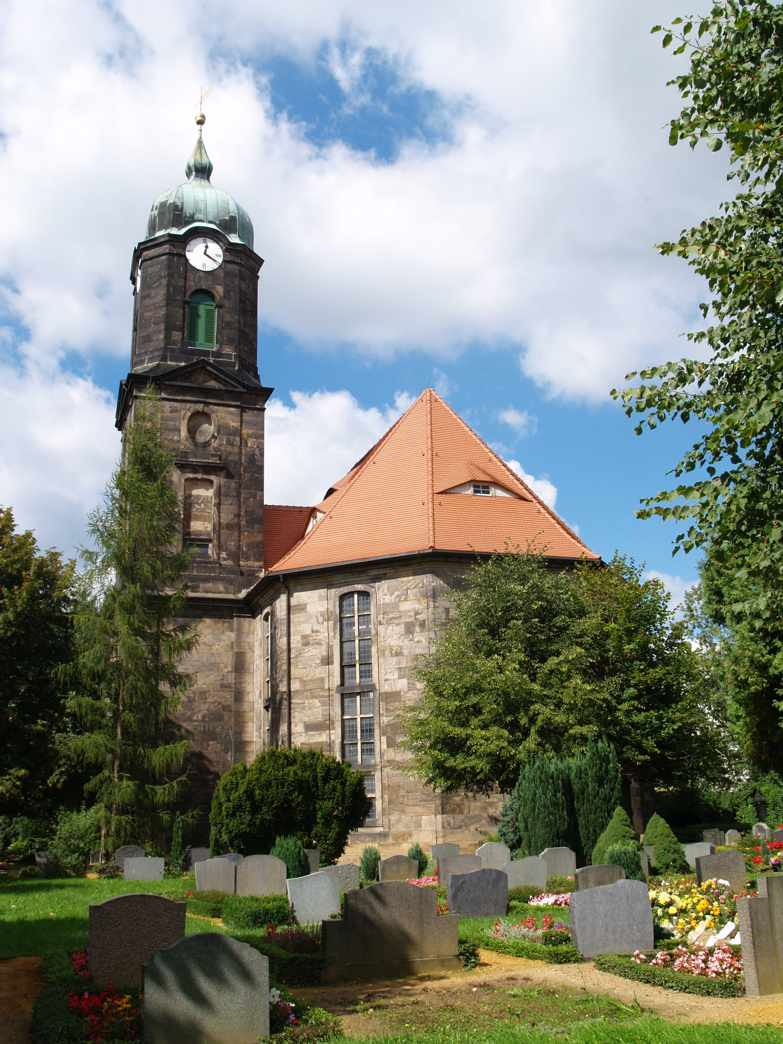